# ربکا وینگ
ربکا وینگ (به انگلیسی: Rebecca Wing) ژیمناست زادهٔ ۱۵ ژوئیهٔ ۱۹۹۲ میلادی اهل کشور بریتانیا است.